# Нельсон, Трейси (певица)
Трейси Нельсон (англ. Tracy Nelson; род. 27 декабря 1944, Мадисон, Висконсин, США) — американская блюзовая певица и автор песен. Номинант Грэмми (1975, 1999, 2024) . Номинант Blues Music Awards в номинациях, «Исполнительница традиционного блюза/Премия Коко Тейлор» (1998, 2012, 2013),  «Альбом традиционного блюза» (2012),  «Исполнительница современного блюза» (1996) и в сотрудничестве с Маршой Болл и Ирмой Томас номинант 1999 года в номинациях «Исполнительница современного блюза» и «Альбом современного блюза»  

## Биография
Трейси Нельсон родилась и выросла в 1944 году в Мадисоне. Познакомилась с R&B слушая радио из Нэшвилла, Теннесси. В подростком возрасте пела кантри в кофейнях, участвовала в группах The Fuller-Wood Singers и The Fabulous Imitations. Училась в Университете Винсконсина. 
Свой первый альбом, полностью акустический Deep Are the Roots певица выпустила в 1965 году. Он был записан в Чикаого с участием Чарли Масселуайта, на тот момент члена её группы. В 1966 году Трейси Нельсон переехала в Сан-Франциско, быстро влившись в музыкальную сцену города. В 1967 году она создала группу Mother Earth, которая часто выступала в легендарном клубе The Fillmore Auditorium, деля сцену с такими музыкантами как Grateful Dead, Jefferson Airplane, Дженис Джоплин и Джими Хендриксом. В тот период она записала самую свою известную песню «Down So Low», которую позже записывали Линда Ронстадт, Этта Джеймс, Диаманда Галас, Ди Ди Уорвик, Эллен Макилвейн, Мария Малдор и Синди Лопер. Песня вышла также на дебютном альбоме группы Living with the Animals, записанном с участием Майка Блумфилда. 
В конце 1960-х Трейси Нельсон перебралась в Нэшвилл, где сначала с группой, а потом сольно записала и выпустила в течение 1970-х несколько альбомов. В 1975 году её исполнение дуэтом с Вилли Нельсоном песни «After the Fire is Gone» было номинировано на Грэмми в категории «Лучшее вокальное исполнение кантри». С 1980 года певица долгое время не записывалась и лишь в 1993 году выпустила новый альбом. Со следующим альбомом I Feel So Good певица получила номинацию Blues Music Awards на звание лучшей исполнительницы современного блюза. С того времени Трейси Нельсон регулярно записывается, как сольно, так и в коллаборации с другими музыкантами, так, в 1999 году получив за альбом Sing It с Маршой Болл и Ирмой Томас номинации как Грэмми, так и Blues Music Awards. 
С 2011 года была членом группы Blues Broads. В 2024 году с альбомом Life Don't Miss Nobody, выпущенным после более чем десятилетнего перерыва, Трейси Нельсон получила третью номинацию на Грэмми. В этом альбоме она впервые, начиная со своего дебютного альбома 1965 года, сыграла на акустической гитаре. В качестве гостя на альбоме выступили многочисленные звёзды блюза: Чарли Масселуайт, записавшийся на дебютном альбоме певицы,  Вилли Нельсон, дуэт с которым в 1974 году претендовал на Грэмми, Ирма Томас и Марша Болл . 
Журнал Rolling Stone: «Трейси Нельсон доказывает, что человеческий голос — это самый выразительный инструмент в творчестве» 
«Она уважаемый ветеран с более чем пятидесятилетним стажем, чьи ранние альбомы с группой рутс-блюза/кантри Mother Earth в конце 60-х привлекли к ней внимание как грозной певице с хриплым голосом, смелым, жёстким натиском, даже когда она пела баллады, Нельсон не была специализированной блюзовой певицей, но она привнесла аспекты этого жанра в записи, где она баловалась кантри, соулом и госпелом» .
«Слушать пение Трейси Нельсон — это как находиться внутри органа. Её великолепный инструмент заставляет все ваше тело вибрировать…Независимо от того, смотрите ли вы через заляпанные мухами окна притона или через витражное стекло, ее сотрясающее пол контральто всегда заставляет все вокруг дрожать» .

## Дискография

### С группой Mother Earth
- 1968: Living with the Animals (Mercury Records)
- 1969: Make A Joyful Noise (Mercury Records)
- 1970: Satisfied (Mercury Records)
- 1971: Bring Me Home (Reprise Records)
- 1972: Tracy Nelson/Mother Earth (Reprise Records)

### Сольно
- 1965 Deep Are the Roots (Prestige Records)
- 1969 Mother Earth Presents Tracy Nelson Country (Mercury Records)
- 1973 Poor Man's Paradise (Columbia Records)
- 1974 Tracy Nelson (Atlantic Records)
- 1975 Sweet Soul Music (MCA Records)
- 1976 Time Is on My Side (MCA Records)
- 1978 Homemade Songs (Flying Fish Records/Rounder Records)
- 1980 Come See About Me (Flying Fish Records/Rounder Records)
- 1980 Doin' It My Way (Adelphi Records)
- 1993 In the Here and Now (Rounder Records)
- 1995 I Feel So Good (Rounder Records)
- 1996 Move On (Rounder Records)
- 2001 Ebony and Irony (Relentless Nashville/Eclectic Records)
- 2004 Live From Cell Block D (Memphis International Records)
- 2007 You'll Never Be a Stranger at My Door (Memphis International Records)
- 2009 The Soul Sessions: Essential Recordings (Rounder Records)
- 2011 Victim of the Blues (Delta Groove Productions)
- 2023 Life Don't Miss Nobody (BMG Records)